# 文字の出現頻度による効果
文字の出現頻度による効果（もじのしゅつげんひんどによるこうか、英: letter frequency effect）とは、ヒトが文字の認識にかかる時間はその文字の出現頻度と密接に関りがある現象を指す。出現頻度の高い文字は出現頻度の低い文字に比べて、文字を呼称するまでにかかる時間、同一あるいは異なる文字の判断、文字の探索といった課題に対して優位性を示す。すなわち、出現頻度の高い文字は低い文字と比べて素早く認識することが出来る。文字の出現頻度による効果は既存研究で反応時間を従属変数とした6件の研究のうち3件において文字の出現頻度と文字認識にかかる反応時間との間に有意な相関があることをAppelmanおよびMayzner（1981）の再調査により判明した。

## 議論
文字の出現頻度による効果に関するほとんどの研究は文字の出現頻度が文字認識に対して有意に影響を与えるといった結果を見出すことに失敗している。しかしながら、これらの研究では実験の方法において同一あるいは異なる文字の判断という課題により文字の認識に関する効果を測定している。そのため、これらの研究において文字の出現頻度による効果が見出すことができなかった原因として実験の参加者が文字そのものの認識ではなく、文字の視覚的に見える形状に基づいた認識を行っている可能性が挙げられる。